# Le Heaulme
Le Heaulme is een gemeente in het Franse departement Val-d'Oise (regio Île-de-France) en telt 187 inwoners (1999). De plaats maakt deel uit van het arrondissement Pontoise.

## Geografie
De oppervlakte van Le Heaulme bedraagt 2,0 km², de bevolkingsdichtheid is 93,5 inwoners per km².
De onderstaande kaart toont de ligging van Le Heaulme met de belangrijkste infrastructuur en aangrenzende gemeenten.

## Demografie
Onderstaande figuur toont het verloop van het inwonertal (bron: INSEE-tellingen).